# Stångån
Stångån er et vandløb i det sydøstlige Sverige. Det udspringer i Småland og løber i begyndelsen sydover, før det ved Vimmerby ændrer retning og løber mod nord, op til indsøen Roxen ved Linköping i Östergötland, hvor det slutter. Fra Roxen når vandet Østersøen gennem Motala ström.
57°54′13″N 15°46′56″Ø / 57.90349°N 15.7823°Ø